# Etérea
Etérea é uma canção gravada pelo cantor e compositor Criolo, lançada em 14 de fevereiro de 2019 como manifesto do artista em apoio à comunidade LGBTQIA+, destacando temas como diversidade sexual e de gênero, e cultura queer. A produção eletrônica foi anunciada junto a um videoclipe dirigido por Beatriz Berjeaut, que se uniu a coletivos de diversidade da cidade de São Paulo para celebrar a cultura ballroom. O lançamento foi acompanhado pela disponibilização, no YouTube, do minidocumentário Etérea (doc), que retrata a vivência dos artistas que compõem os coletivos. A música foi indicada como Melhor Canção em Língua Portuguesa no 20º Grammy Latino e o vídeo musical foi exibido em festivais internacionais de cinema.

## Antecedentes e lançamento
Em 2006, Criolo lançou o álbum de estreia Ainda Há Tempo, que continha a canção Vasilhame, cuja letra incluía o termo traveco, considerado transfóbico. A gravação provocou críticas contra o rapper pelo teor ofensivo, episódio que marcou a trajetória dele. A letra original dizia: "Os 'traveco' tão aí, oh! Alguém vai se iludir". Em declarações posteriores, Criolo expressou arrependimento pelo uso da palavra, reconhecendo que não tinha consciência do impacto negativo que ela causava. Ele afirmou que, ao longo dos anos, passou a perceber a importância de revisar suas palavras e atitudes, alterando as letras para promover mais respeito e inclusão.
Em 2016, o rapper regravou a música, alterando a letra para eliminar o termo ofensivo. A nova versão passou a dizer: "O 'universo' tá aí, oh! Alguém vai se iludir", substituindo o trecho original. A mudança gerou repercussão positiva, que destacou o respeito à diversidade. Criolo declarou que, ao compreender o real significado da palavra ofensiva, alterou a letra e agradeceu pela oportunidade de aprender e mudar. Após 13 anos do lançamento e da polêmica, o cantor lançou Etérea, uma homenagem à comunidade queer brasileira. 

## Videoclipe
Lançado em 2019, o videoclipe de 'Etérea' celebra a comunidade LGBTQIA+, destacando o voguing e performances de dança. O clipe foi dirigido por Gil Inoue e Gabriel Dietrich, com Kler Correa na produção executiva.. A estética reflete influências do movimento ballroom e busca transmitir uma mensagem de empoderamento e liberdade de expressão, contando com a participação de diversos artistas, incluindo Ákira Avalanx, D’Avilla, Fefa, Flip, Juju ZL, Kiara, Transälien e Zaila. Entre os coletivos envolvidos, destacam-se a House of Avalanx, presente na cena ballroom em Campinas, a Pop Porn, voltada para debates sobre liberdade corporal e pornografia, e a Dando, coletivo que produz eventos e cultua espaços sem restrições. Também participaram o MARSHA!, que promove a resistência das minorias, a Batekoo, focada na cultura negra e diversidade, o Animália, que se expressa por projeções e performances, além do Coletivo Amem, que aborda questões sobre a liberdade do corpo.

## Reconhecimento
Éterea obteve reconhecimento pela abordagem de temas sociais e contribuição para a visibilidade da cultura LGBTQIA+, recebendo retorno positivo da crítica. A canção foi indicada ao Grammy Latino em 2019 nas categorias de Melhor Videoclipe e Melhor Música em Língua Portuguesa. Além disso, foi indicada ao prêmio de Melhor Videoclipe com Mensagem Social no Music Video Festival (MVF) de 2019.
O documentário Etérea (doc) foi selecionado para os festivais de cinema Fringe! Queer Film & Arts Fest 2019 (Londres), Trans Film Fest 2019 (Estocolmo), Pornfilmfestival 2019 (Berlim), Noche de Película 2019 (Portland), PopPorn 9 (São Paulo), Cefalu Film Festival 2019 (Palermo), VISIBLE Festival de Cine LGBTI+ 2019 (Cidade do Panamá), LAMPA Int'l Film Festival 2019 (Perm), Festival Internacional de Cine para una Cultura de Paz (Xalapa), Short Film Day at Moderna Museet (Malmö), FilmSlam 2020 at Orlando Museum of Art (Orlando), Athens PFF 2020 (Atenas), CineKink 2020 (Nova York), PFF Vienna 2020 (Viena), Hacker Film Fest 2020 (Roma), Splayed Festival 2020 (Londres).

## Censura
A produção musical gerou controvérsia em 2021, quando um professor da cidade de Criciúma, em Santa Catarina, foi demitido após exibir o videoclipe da música em sua sala de aula. O prefeito da cidade, Clésio Salvaro, alegou que o conteúdo do clipe, que aborda temáticas LGBTQIA+, era "inadequado" para o ambiente escolar. Em declaração, Salvaro, membro do PSDB, afirmou: “Enquanto eu estiver aqui, não vai ter viadagem”. A demissão foi amplamente vista como um ato de homofobia e censura, gerando protestos e críticas tanto a Salvaro quanto à sua administração.
O professor, que é gay, expressou preocupação com a repercussão e considerou a demissão um ataque à liberdade de expressão e à diversidade. Ele afirmou que a medida foi um retrocesso em termos de inclusão e aceitação de diferentes orientações sexuais no ambiente educacional. Após a demissão, Criolo se manifestou publicamente em apoio ao docente, enfatizando a importância da luta contra a censura e a discriminação. O rapper destacou que a educação deve ser um espaço de acolhimento e respeito à diversidade. Em resposta ao ocorrido, ele organizou uma Parada LGBTQIA+ em Criciúma, reafirmando o compromisso com os direitos humanos e a diversidade. A realização da parada foi um ato simbólico de resistência, reforçando a necessidade de espaços seguros para a comunidade.
Em março de 2024, a polêmica envolvendo o prefeito de Criciúma, Salvaro, ressurgiu quando shows de Criolo e Planet Hemp, programados para acontecerem no Urb Music Tour, precisaram ser transferidos de local. A mudança foi inicialmente atribuída a questões relacionadas à segurança e à adequação do espaço para os eventos, mas depois foi atribuída à atitude repressiva do mandatário, que ameaçou cortar a energia elétrica dos shows caso houvesse apologia às drogas ou conteúdo sexual.

## Etérea (doc)
O documentário Etérea (doc) foi dirigido por Gil Inoue e Gabriel Dietrich. Com produção executiva de Kler Correa, o filme explora o processo criativo do clipe Etérea e as experiências de artistas e coletivos LGBTQIA+ envolvidos. Destacando a luta contra o preconceito, a violência, a produção ressalta a importância da arte como ferramenta de transformação social, exaltando os coletivos queer no cenário cultural brasileiro.
O documentário apresenta os bastidores do videoclipe, destacando a colaboração entre Criolo e os coletivos participantes. Com uma abordagem direta, Etérea (doc) oferece uma visão da realidade da população LGBTQIA+ no Brasil, promovendo discussões sobre resistência e reforçando o impacto da arte na luta por igualdade.